# AquaFlanders
AquaFlanders is de koepelorganisatie van de Vlaamse water- en rioleringsbedrijven.

## Historiek
AquaFlanders ontstond uit de organisatie SVW vzw, opgericht in 1974 met als eerste doel de samenwerking tussen alle Belgische instellingen die betrokken waren bij het onderzoek naar de ontzilting van water. Later groeide SVW uit tot een wetenschappelijk onderzoekscentrum voor de watersector.
In 2002 werd SVW op de eerste plaats de koepel van de watersector in Vlaanderen. In 2004 werd de onderzoekstak opgeheven, en werd SVW volwaardig lid van de Coördinatiecommissie Integraal Waterbeleid. Door dit beleid moeten drinkwaterbedrijven sedert begin 2005 ook instaan voor de sanering van het door hen geleverde water.
De oude SVW was niet langer aangepast aan deze nieuwe dynamiek, en werd dan ook op 1 januari 2012 opgeheven, om plaats te maken voor de nieuwe organisatie AquaFlanders.

## Drinkwatervoorziening
De wettelijke verantwoordelijkheid van de gemeentebesturen voor de volksgezondheid door middel van onder meer de drinkwatervoorziening gaat terug tot de Franse tijd in België (1794-1815), maar bleef tot eind 19e eeuw vaak dode letter. Pas na 1850 ontstonden gemeentelijke waterregies in onder meer Brussel, Luik en Antwerpen (AWW). In 1913 werd de Nationale Maatschappij der Waterleidingen opgericht, die in 1987 geregionaliseerd werd. In Vlaanderen leidde dat tot de vorming van een zestal waterleidingbedrijven:
- AGSO Knokke-Heist
- Aquaduin (Westhoek)
- FARYS (delen van Oost- en West-Vlaanderen)
- Water-link (Antwerpen)
- PIDPA (rest van de provincie Antwerpen)
- De Watergroep (Limburg en overige delen van Vlaanderen).

## Samenwerking
AquaFlanders is op zijn beurt aangesloten bij overkoepelende instanties en vertegenwoordigingen op het Vlaams, Belgisch, Europees en internationaal niveau.
Anderzijds zijn verschillende waterleidingbedrijven ook aangesloten bij Synductis, een samenwerkingsverband van nutsmaatschappijen om infrastructuurwerken op elkaar af te stemmen.